# Риу, Реми
Реми́ Риу́ (фр. Rémy Riou; род. 6 августа 1987, Лион) — французский футболист вратарь клуба «Париж».

## Клубная карьера
Реми Риу — воспитанник французского футбольного клуба «Лион» из своего родного города. Летом 2006 года он был отдан в аренду «Лорьяну». 4 ноября 2006 года Риу дебютировал в Лиге 1, выйдя в основном составе в гостевом поединке против «Марселя», отстояв матч на ноль.
Летом 2007 года Реми Риу перешёл в «Осер», спустя четыре года — в «Тулузу», а через ещё один год — в «Нант». 19 июля 2017 года подписал трехлетний контракт с турецким клубом «Аланьяспор».
Признавался лучшим вратарём мемориала Ежека 2004 года.

## Достижения
«Олимпик Лион»
- Обладатель Суперкубка Франции: 2006